# 薩特布拉山脈

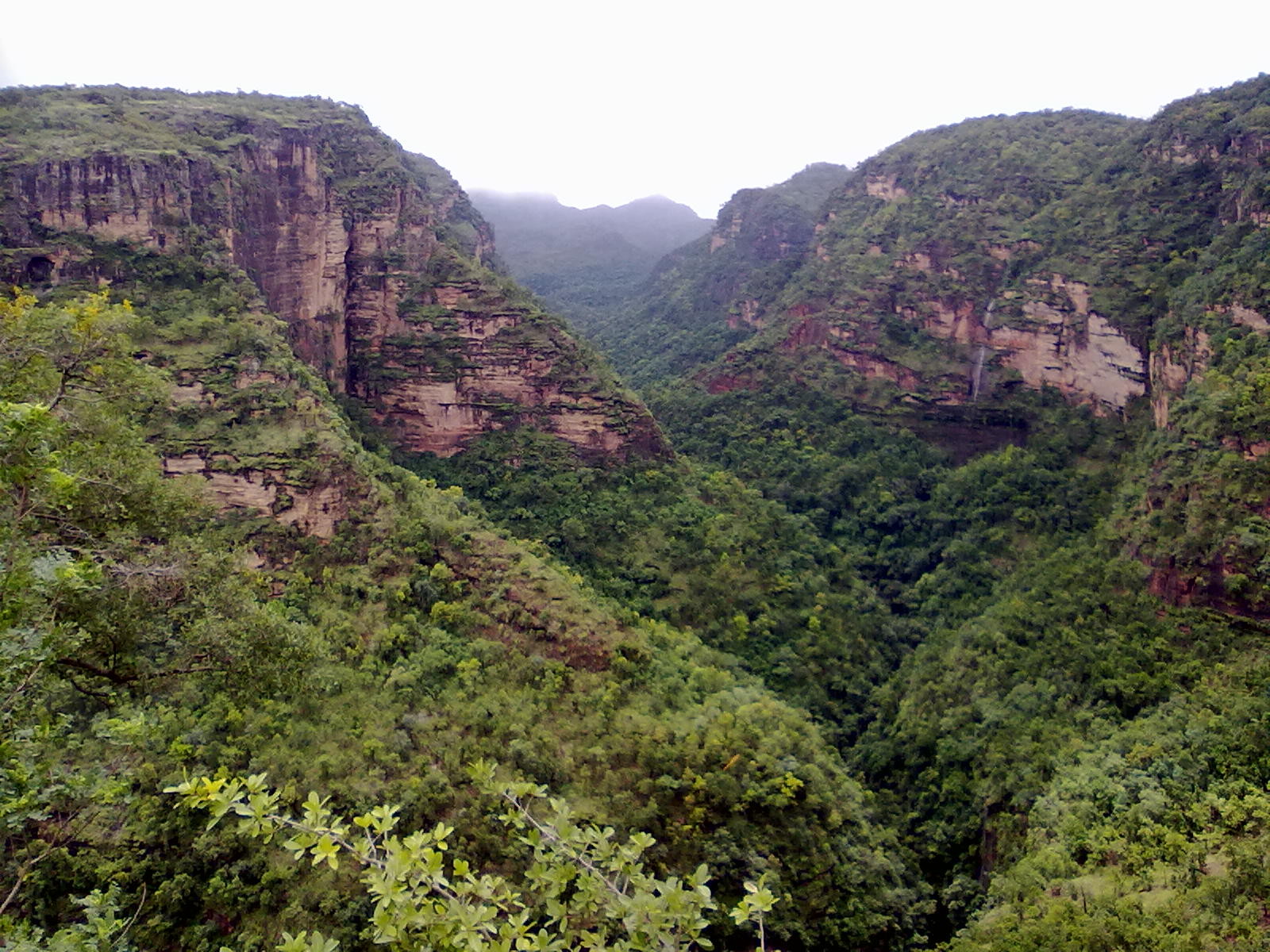

薩特布拉山脈是印度的山脈，位於該國中部，橫跨古吉拉特邦、馬哈拉施特拉邦和中央邦，與溫迪亞山脈平衝，最高點海拔高度1,350米。

## 外部連結
- http://www.ias.ac.in/currsci/aug102001/240.pdf （页面存档备份，存于）
- http://satpuda.org （页面存档备份，存于）